# 刘丽涛
刘丽涛（1965年—），山东荣城人，汉族，中华人民共和国政治人物、第十一届全国人民代表大会江苏地区代表。
毕业于中央党校函授学院法律专业，是中共党员。担任徐州市公安局副局长、新沂市公安局党委书记、局长。2008年起担任全国人大代表。